# Carlo Avarna di Gualtieri
Carlo Avarna di Gualtieri (Palermo, 1757 – Napoli, 18 maggio 1836) è stato un politico italiano, primo ministro del Regno delle Due Sicilie.

## Biografia
Apparteneva a un'antica famiglia aristocratica siciliana; era infatti marchese di Castania, duca di Gualtieri e barone di Sicaminò Grappida.
Funzionario del Regno di Sicilia durante la permanenza a Palermo di Ferdinando III di Sicilia, il quale si era rifugiato nell'isola dopo aver perso in età napoleonica la parte continentale del regno, Carlo Avarna divenne ministro della Regia Azienda di Messina (26 ottobre 1800) e poi conservatore generale del Real Patrimonio (4 luglio 1810). Nel 1812, quando su pressione dell'ambasciatore inglese Bentinck in Sicilia fu promulgata una costituzione che, sul modello inglese, rafforzava i privilegi dei nobili contro quelli regi, Avarna prese le parti del re contro l'aristocrazia siciliana, attirandosene in tal modo l'odio. Lo giudica infatti così Niccolò Palmieri, uno dei più convinti sostenitori dell'autonomia siciliana e della Costituzione siciliana del 1812:
(Niccolò Palmieri, Saggio storico e politico sulla Costituzione del Regno di Sicilia, 1847, p. 254)
Avarna si tenne lontano dalla vita politica durante il governo, imposto da Bentinck, capeggiato dal principe di Belmonte. Tuttavia, nel febbraio 1813, caduto il governo Belmonte e ritornato al potere re Ferdinando, che aveva nominato vicario il figlio Francesco, Carlo Avarna fu nominato Ministro dell'interno, rimanendo in carica fino al 1815. Fu inoltre il primo a reggere il Ministero per gli Affari di Sicilia nel Regno delle Due Sicilie (1820). Nel 1831 divenne presidente del Consiglio del Regno delle Due Sicilie, succedendo a Donato Tommasi. Mantenne la carica fino alla sua morte, dopo la quale venne nominato presidente del consiglio ad interim Girolamo Ruffo